# Muñecas (canción)
«Muñecas» es una canción de las cantantes argentinas Tini y La Joaqui y el productor musical estadounidense Steve Aoki. La canción fue lanzada el 12 de enero de 2023, a través de Hollywood Records y 5020 Records como el noveno sencillo del cuarto álbum de estudio de Tini, Cupido (2023).

## Antecedentes y lanzamiento
El 29 de diciembre de 2022, Tini publicó en su reel de Instagram un video con un fragmento de la canción, revelando el nombre y cómo se trata de una colaboración con Joaqui y Aoki. El 9 de enero de 2023, compartió algunas imágenes de la canción y reveló cómo se lanzará la canción el 12 de enero de 2023. Unos días antes del lanzamiento de la canción, Tini compartió un #MuñecasChallenge, que rápidamente se volvió viral en la plataforma de videos cortos, TikTok. En entrevista con Rolling Stone, Tini compartió que Aoki le envió la canción durante la pandemia y decidieron guardarla. Una vez finalizada la canción, pensó que su compatriota La Joaqui sería la mejor persona para cantarlo. Además agregó: «Desde que escuché por primera vez 'Muñecas' siempre me imaginé cantándola al lado de una mujer. Empecé a escuchar música de La Joaqui y al instante pensé en ella». [...] «Ella es una mujer con mucha fuerza y valores, una gran artista y persona. Ojalá la vida nos una muchas más veces para colaboraciones». Aoki también habló sobre la colaboración y dijo: «Fue una gran experiencia trabajar con Tini y La Joaqui porque pudimos fusionar nuestros estilos musicales individuales y unirnos para esta canción».

## Composición
La letra de la canción fue escrita por los tres cantantes, junto a Andrés Torres, Mauricio Rengifo, Osman Escobar, Elena Rose, Rafael Rodríguez, Steve Salazar, David Orea, Juan José Arias, Santiago Naranjo López, Juan David Correa Cardona y Donny Flores. mientras que Aoki, Torres y Rengifo, también sirvieron como productores del tema junto a The Best Soundz. Musicalmente, la canción combinó los ritmos de cumbia por los que Tini es conocida con un toque electrónico. Aoki también describe «Muñecas» como una canción «llena de sabor y ritmo, que mezcla tradición con innovación». La letra contiene referencias a cómo las chicas viven sus mejores vidas en la pista de baile, mientras que también funciona como un feroz tema de club y un himno del poder femenino. La canción tiene una duración de dos minutos y treinta y seis segundos. Está escrito en clave de la menor, con un tempo moderadamente rápido de 150 pulsaciones por minuto.

## Video musical
El video de «Muñecas» fue dirigido por Diego Peskins, colaborador de Tini desde hace mucho tiempo, y ha presentado una celebración incomparable que incluye una lluvia de champán. En el video musical, Tini da vida a la fantasía de las «muñecas». Se muestra a las dos artistas viviendo a lo grande dentro de una lujosa casa de muñecas donde ofrecen miradas feroces en cada habitación y cantando desde el interior de diferentes habitaciones de lo que parece ser la casa de muñecas de la pareja. Tini traduce en movimientos la sensualidad de su canción. Aoki también aparece brevemente en el extravagante y vibrante video de Tini.

## Posicionamiento en listas
| Lista (2023)                              | Mejor posición |
| ----------------------------------------- | -------------- |
| Argentina (Argentina Hot 100)             | 3              |
| Argentina (Monitor Latino)                | 5              |
| Argentina Latin Airplay (Monitor Latino)  | 4              |
| Argentina National Songs (Monitor Latino) | 2              |
| Bolivia (Billboard)                       | 25             |
| Bolivia (Monitor Latino)                  | 14             |
| Global Excl. U.S. (Billboard)             | 117            |
| España (PROMUSICAE)                       | 41             |
| Uruguay (Monitor Latino)                  | 6              |

| Lista (2023)      | Mejor posición |
| ----------------- | -------------- |
| Paraguay (SGP)    | 44             |
| Uruguay (CUDISCO) | 11             |

## Certificaciones
| País   | Organismo certificador | Certificación | Unidades/ventas certificadas | Ref.   |
| ------ | ---------------------- | ------------- | ---------------------------- | ------ |
| España | PROMUSICAE             | platino       | 60 000                       | [ 18 ] |

## Créditos y personal
Adaptados de Tidal.
- Tini – voz principal, composición
- Steve Aoki – co-voz principal, composición, producción
- La Joaqui – co-voz principal, composición
- Andrés Torres – composición, producción, programación, instrumentos, ingeniería
- Mauricio Rengifo – composición, producción, programación, instrumentos, ingeniería
- Osmán Escobar – composición
- Elena Rose – composición
- Rafael Rodríguez – composición
- Steve Salazar – composición
- David Orea – composición
- Juan José Arias – producción, programación, instrumentos
- Santiago Naranjo López – producción, programación, instrumentos
- Juan David Correa Cardona – composición
- Donny Flores – composición
- Oplus – producción, programación
- Dani Val – ingeniería
- Luigi Navarro – ingeniería
- El Elefante – ingeniería, mezcla